# La Neuville-à-Maire
Pour les articles homonymes, voir Neuville et Maire (homonymie).
La Neuville-à-Maire est une commune française, située dans le département des Ardennes en région Grand Est.

## Géographie
|           | Chémery-Chéhéry     |                   |
| Vendresse | La Neuville-à-Maire | Artaise-le-Vivier |
|           | Le Mont-Dieu        |                   |

### Hydrographie
La commune est dans le bassin versant de la Meuse au sein du bassin Rhin-Meuse. Elle est drainée par la Bar, le ruisseau de Terron et le ruisseau du Grand Étang,.
La Bar, d'une longueur de 62 km, prend sa source dans la commune de Harricourt et se jette  dans la Meuse à Dom-le-Mesnil, après avoir traversé 20 communes.

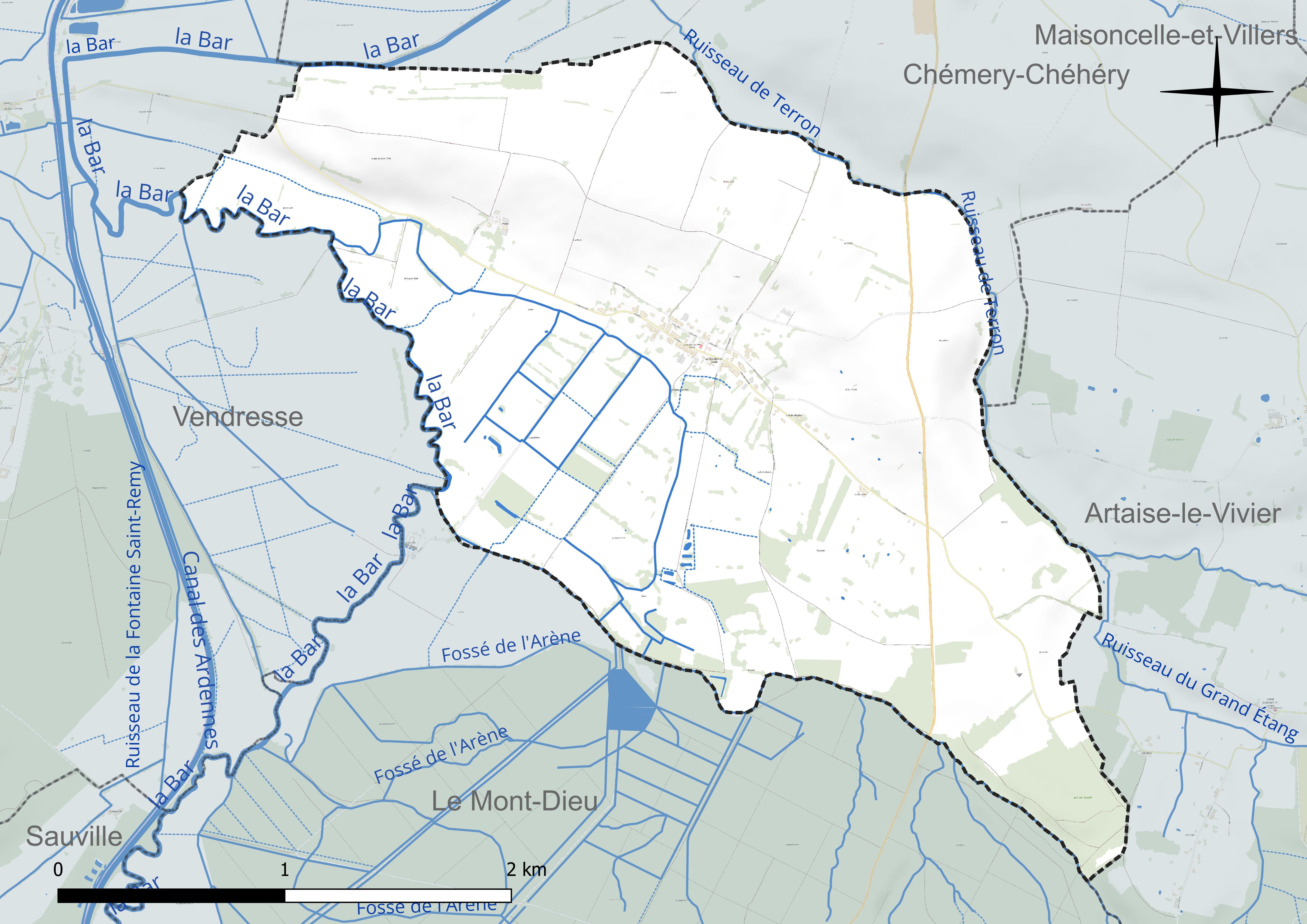
Réseau hydrographique de la Neuville-à-Maire.

### Climat
Pour des articles plus généraux, voir Climat du Grand Est et Climat des Ardennes.
En 2010, le climat de la commune est de type climat des marges montargnardes, selon une étude du Centre national de la recherche scientifique s'appuyant sur une série de données couvrant la période 1971-2000. En 2020, Météo-France publie une typologie des climats de la France métropolitaine dans laquelle la commune est exposée à un climat océanique altéré et est dans la région climatique Lorraine, plateau de Langres, Morvan, caractérisée par un hiver rude (1,5 °C), des vents modérés et des brouillards fréquents en automne et hiver.
Pour la période 1971-2000, la température annuelle moyenne est de 9,8 °C, avec une amplitude thermique annuelle de 15,6 °C. Le cumul annuel moyen de précipitations est de 912 mm, avec 13,4 jours de précipitations en janvier et 9,3 jours en juillet. Pour la période 1991-2020, la température moyenne annuelle observée sur la station météorologique de Météo-France la plus proche, « Douzy », sur la commune de Douzy à 17 km à vol d'oiseau, est de 10,5 °C et le cumul annuel moyen de précipitations est de 857,0 mm. 
La température maximale relevée sur cette station est de 40,3 °C, atteinte le 25 juillet 2019 ; la température minimale est de −14,8 °C, atteinte le 3 janvier 2004,,.
Les paramètres climatiques de la commune ont été estimés pour le milieu du siècle (2041-2070) selon différents scénarios d'émission de gaz à effet de serre à partir des nouvelles projections climatiques de référence DRIAS-2020. Ils sont consultables sur un site dédié publié par Météo-France en novembre 2022.

## Urbanisme

### Typologie
Au 1er janvier 2024, La Neuville-à-Maire est catégorisée commune rurale à habitat dispersé, selon la nouvelle grille communale de densité à 7 niveaux définie par l'Insee en 2022.
Elle est située hors unité urbaine. Par ailleurs la commune fait partie de l'aire d'attraction de Charleville-Mézières, dont elle est une commune de la couronne,. Cette aire, qui regroupe 132 communes, est catégorisée dans les aires de 50 000 à moins de 200 000 habitants,.

### Occupation des sols
L'occupation des sols de la commune, telle qu'elle ressort de la base de données européenne d’occupation biophysique des sols Corine Land Cover (CLC), est marquée par l'importance des territoires agricoles (92,6 % en 2018), une proportion identique à celle de 1990 (92,6 %). La répartition détaillée en 2018 est la suivante : 
prairies (62 %), terres arables (28,9 %), zones urbanisées (3,9 %), forêts (3,4 %), zones agricoles hétérogènes (1,8 %). L'évolution de l’occupation des sols de la commune et de ses infrastructures peut être observée sur les différentes représentations cartographiques du territoire : la carte de Cassini (XVIIIe siècle), la carte d'état-major (1820-1866) et les cartes ou photos aériennes de l'IGN pour la période actuelle (1950 à aujourd'hui).

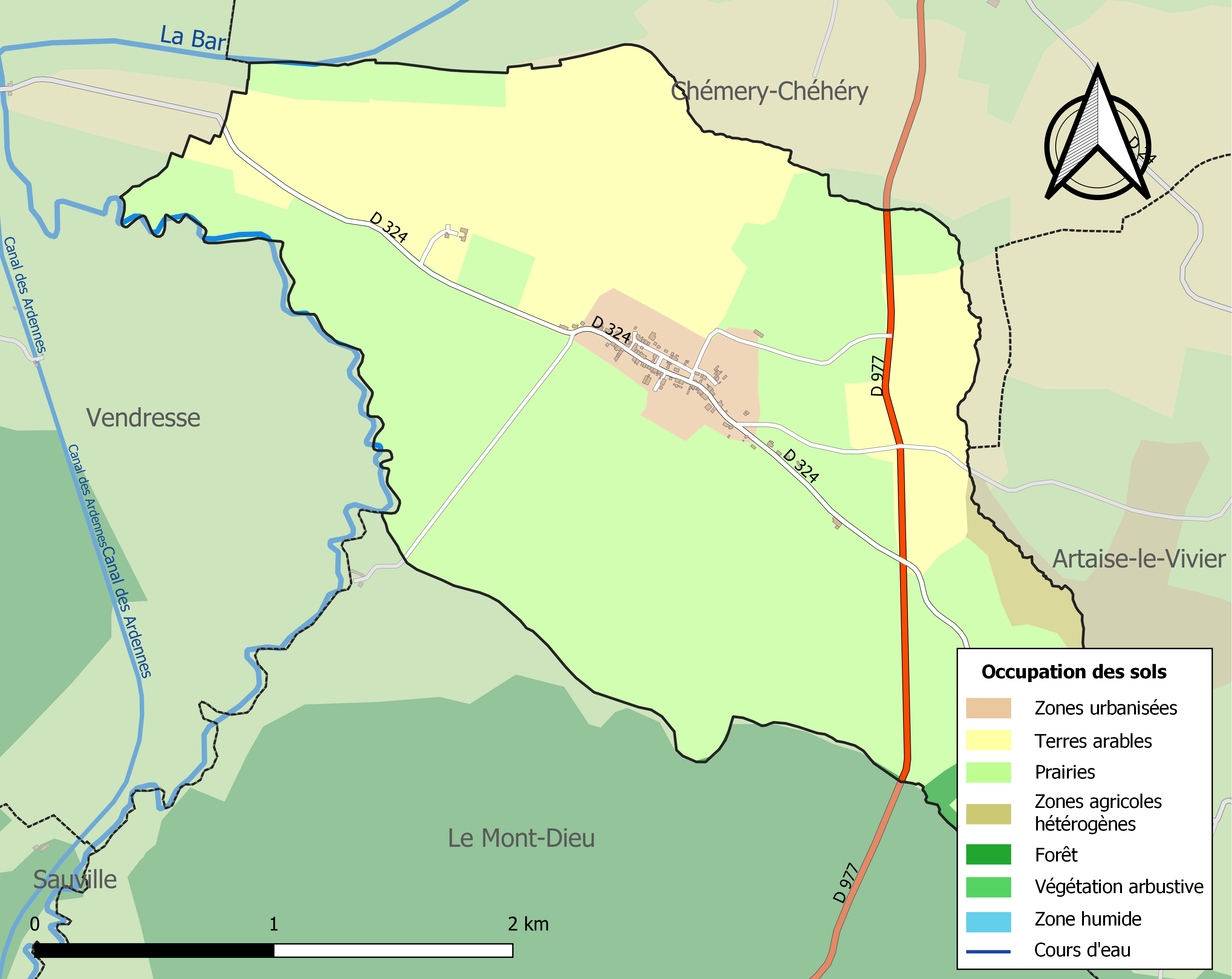
Carte des infrastructures et de l'occupation des sols de la commune en 2018 (CLC).

## Toponymie
Le nom Neuville dérive du latin novavilla, ou « nouveau domaine ». C'est un toponyme très répandu désignant une ville nouvelle (« neuve ville »). De l'adjectif de la langue d'oïl neuve et ville « village ».
Maire, aujourd'hui simple écart habité, du mot mé développé à partir du pluriel maria (parfois même mara), de l'occitan maire (mère), qui a aussi le sens de « source, cours d'eau », la rivière Bar délimite en partie le territoire de la commune.

## Histoire
En novembre 1768, les terres d'Ambly-sur-Bar et la Morteau (à Vendresse), la Neuville, Maire, Champ-Chevalier, Ambrières, etc, sont érigées en marquisat pour Claude-Jean-Antoine d'Ambly. N'ayant eu que trois filles de Marie-Catherine Guyot, il marie l'aînée, sa principale héritière, à son lointain cousin, Gaspard d'Ambly, depuis marquis des Ayvelles, en 1773.
Ente 1790 et 1794, la commune de La Neuville a absorbé celle voisine de Maire pour former la commune de La Neuville-et-Maire bientôt renommée La Neuville-à-Maire.
Au cours de la Révolution française, la commune porta provisoirement le nom de Libre-Maire.

## Politique et administration
| Période                                  | Période                   | Identité                                       | Étiquette | Qualité               |
| ---------------------------------------- | ------------------------- | ---------------------------------------------- | --------- | --------------------- |
| mars 2001                                | 2014                      | Pierre Berteaux                                |           |                       |
| 2014                                     | En cours (au 26 mai 2020) | Vincent Bourgin Réélu pour le mandat 2020-2026 |           | Professeur des écoles |
| Les données manquantes sont à compléter. |                           |                                                |           |                       |

## Démographie
L'évolution du nombre d'habitants est connue à travers les recensements de la population effectués dans la commune depuis 1793. Pour les communes de moins de 10 000 habitants, une enquête de recensement portant sur toute la population est réalisée tous les cinq ans, les populations de référence des années intermédiaires étant quant à elles estimées par interpolation ou extrapolation. Pour la commune, le premier recensement exhaustif entrant dans le cadre du nouveau dispositif a été réalisé en 2008.

En 2022, la commune comptait 111 habitants, en évolution de −13,95 % par rapport à 2016 (Ardennes : −2,97 %, France hors Mayotte : +2,11 %).
| 1793 | 1800 | 1806 | 1821 | 1831 | 1836 | 1841 | 1846 | 1851 |
| ---- | ---- | ---- | ---- | ---- | ---- | ---- | ---- | ---- |
| 435  | 449  | 426  | 476  | 500  | 469  | 494  | 504  | 478  |

| 1866 | 1872 | 1876 | 1881 | 1886 | 1891 | 1896 | 1901 | 1906 |
| ---- | ---- | ---- | ---- | ---- | ---- | ---- | ---- | ---- |
| 457  | 406  | 412  | 393  | 346  | 332  | 302  | 283  | 276  |

| 1911 | 1921 | 1926 | 1931 | 1936 | 1946 | 1954 | 1962 | 1968 |
| ---- | ---- | ---- | ---- | ---- | ---- | ---- | ---- | ---- |
| 253  | 244  | 215  | 192  | 178  | 126  | 144  | 121  | 97   |

| 1975 | 1982 | 1990 | 1999 | 2006 | 2008 | 2013 | 2018 | 2022 |
| ---- | ---- | ---- | ---- | ---- | ---- | ---- | ---- | ---- |
| 89   | 79   | 73   | 75   | 98   | 104  | 128  | 118  | 111  |

## Culture locale et patrimoine

### Lieux et monuments
- La Maison à Bar (ou Ferme à Bar) : ferme fortifiée du XIVe siècle construite par les Chartreux du Mont-Dieu. Pont-levis, tours avec meurtrières. Située à la limite de la commune de la Neuville-à-Maire et du Mont-Dieu.
- L'église Saint-Nicolas : dix-sept verrières décoratives y ont été réalisées par le maître-verrier Guy Quesneville et le peintre Robert Savary.

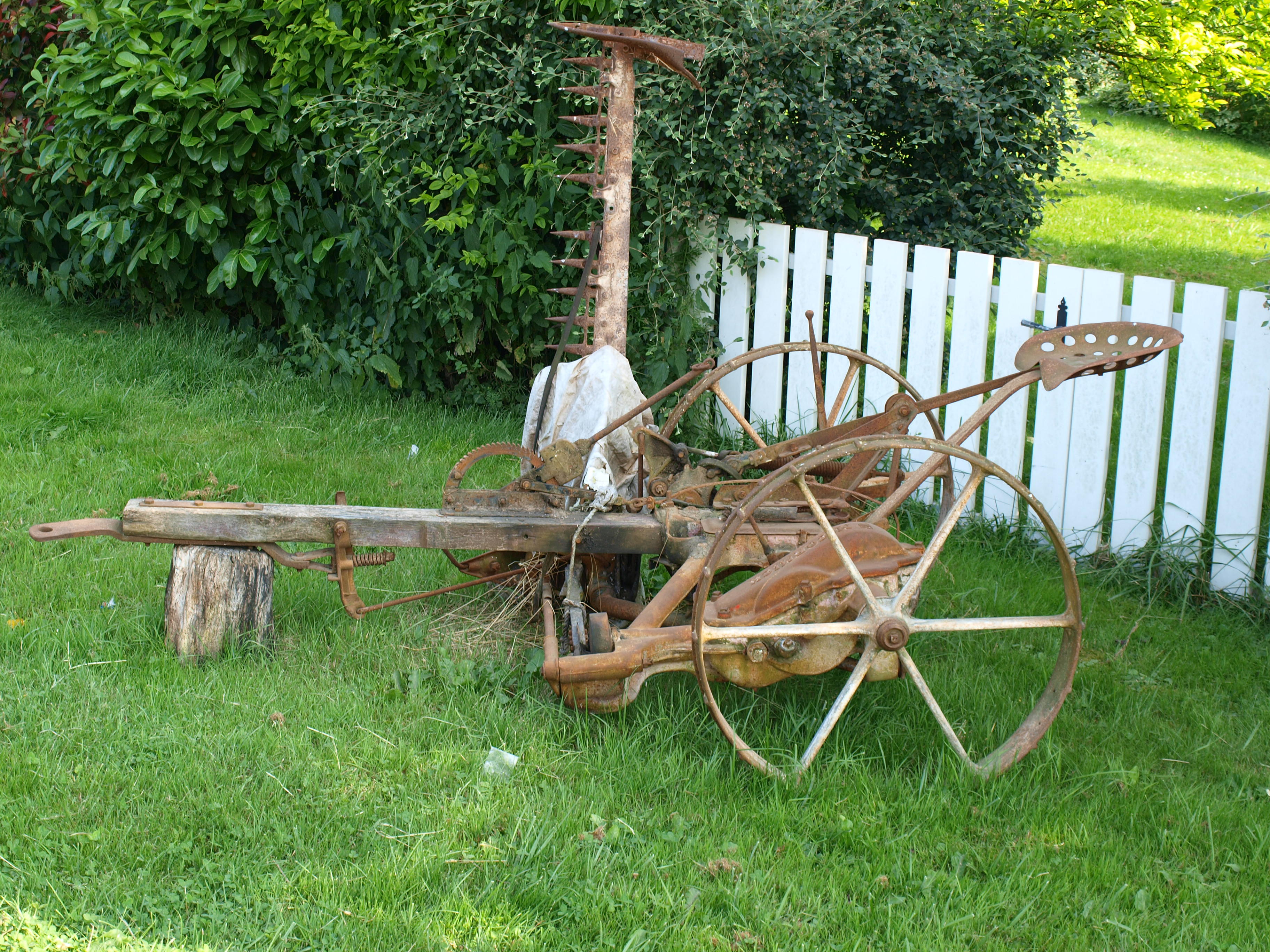
Faucheuse.
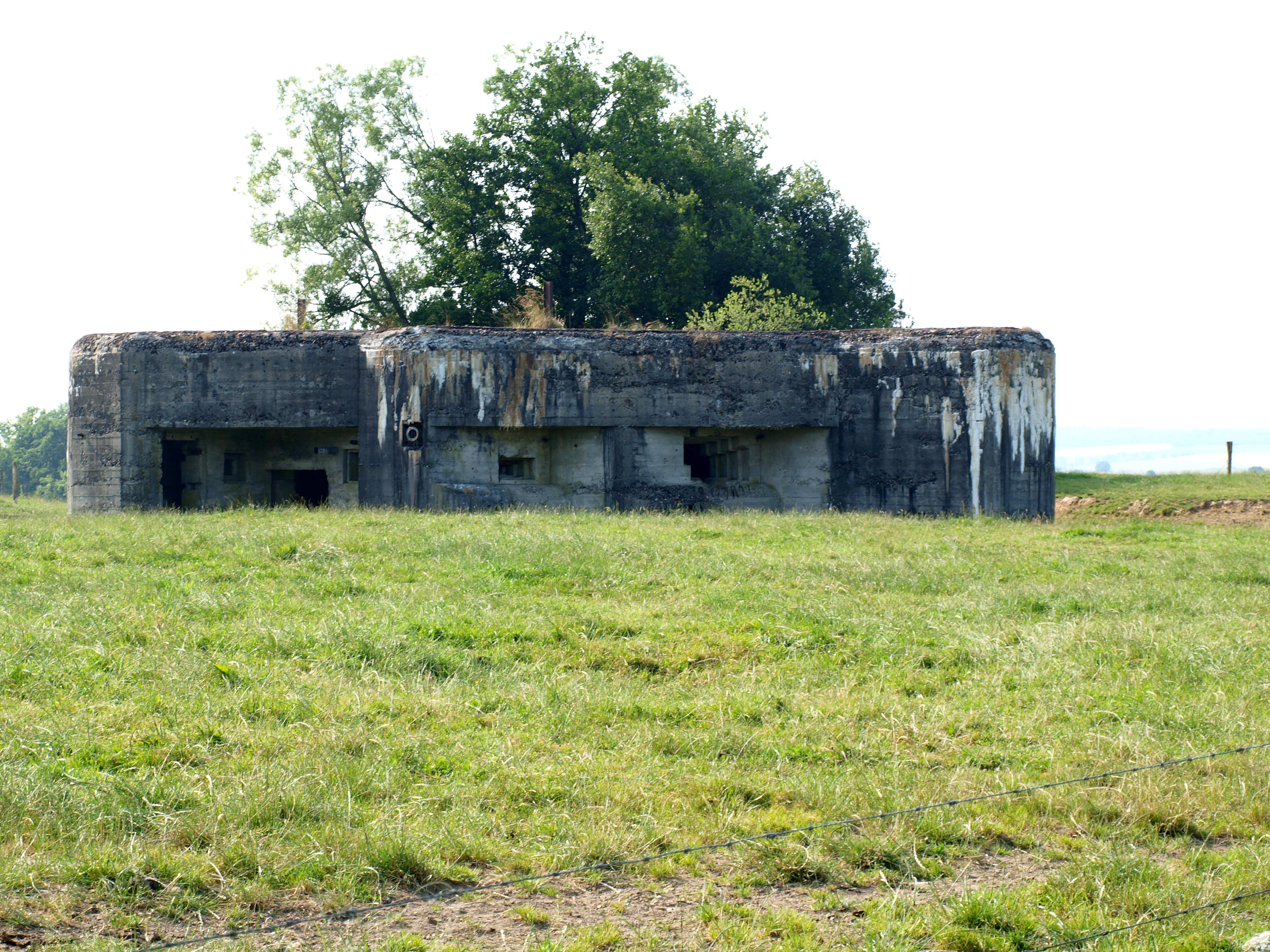
Casemate.
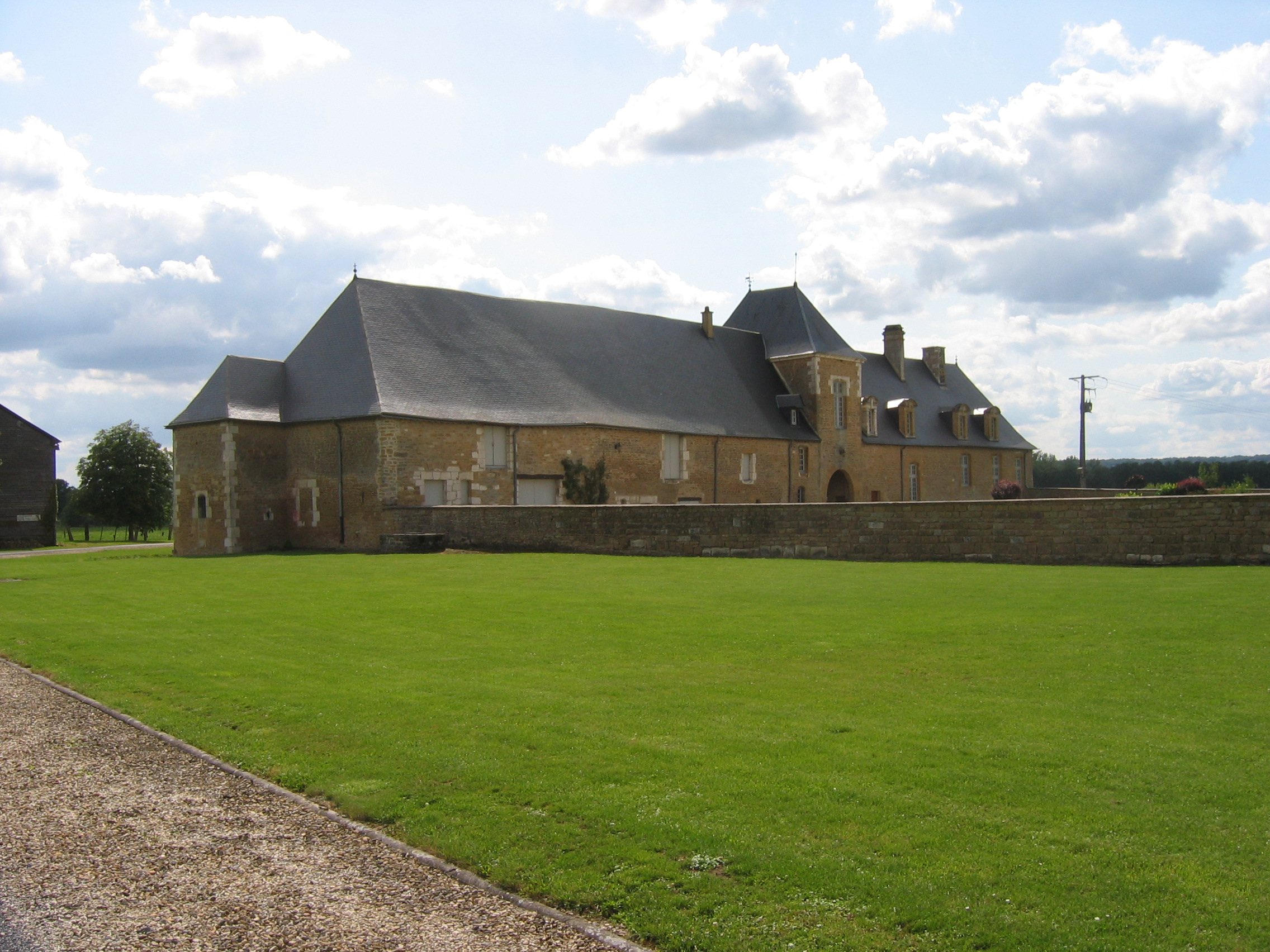
La Maison à Bar.

### Personnalités liées à la commune
Louis Charles Rogelet est né à La Neuville-à-Maire. Il deviendra un Manufacturier important de la ville de Reims.

### Héraldique
| Armes de La Neuville-à-Maire | Les armes de La Neuville-à-Maire se blasonnent ainsi : Parti : au 1er d’argent au lion de sable armé et lampassé de gueules, au 2e de gueules à la merlette d’or surmontée de deux râteaux démanchés de six dents du même. (adopté par délibération du conseil municipal du 26 mars 1998). |